# ماري أرلين أبيلهوف
كانت ماري أرلين أبيلهوف (1936 – 2005) عالمة أحياء أمريكية، وفيرميكومبوستر، وعالمة بيئية. لا يزال كتابها لعام 1982 Worms Eat My Garbageمحتفظا بقراءة في مجال إنتاج السماد العضوي.    في عام 2009، تم تعيينها شهرًا لتاريخ المرأة من قبل المشروع الوطني لتاريخ المرأة.

## الأسرة والتعليم
ولدت ماري أبيلهوف في ديترويت، ميشيغان في 11 يونيو 1936، وهي ابنة جيلبرت ج. ابيلهوف وهيلدا ويتلي ابيلهوف  كان والدها راعيًا لكنيسة القديس يوحنا الأسقفية في ألما، أوهايو وكنيسة القديس توما الأسقفية في بيريا ، أوهايو. في عام 1954 تخرجت من مدرسة بيريا الثانوية في بيريا، أوهايو وفي عام 1958 تخرجت من جامعة ولاية ميشيغان في شرق لانسينغ، ميشيغان مع بكالوريوس في علم الأحياء. في عام 1959، تخرجت ماري ابيلهوف من جامعة ولاية ميشيغان بدرجة ماجستير في علم الأحياء. وحصلت بعد ذلك على درجة ماجستير في التربية ودرست علم الأحياء المتقدم، وهي تجربة استغرقت خمس سنوات من دراسية.
كان لدى ماري ابيلهوف العديد من المواهب، بما في ذلك السباحة والتصوير الفوتوغرافي للطبيعة وحصلت على جوائز في التصوير الفوتوغرافي. درست العلوم في مدرسة كالامازو المركزية الثانوية في كالامازو، ميشيغان، ودرست في أكاديمية إنترلوشن للفنون في إنترلوشن، ميشيغان. 

## تصميم وترويج أنظمة الديدان
في أوائل السبعينيات، بدأت ماري أبيلهوف تجريب الديدان والنفايات العضوية. سوف تصبح حاوية دودة في منزلها مهنة جديدة. 
 كانت رؤيتها وقت انعقاد مؤتمر ستوكهولم للبيئة البشرية (1972) "أطنان من الديدان يمكن أن تأكل أطنانًا من القمامة".  
 وسرعان ما دعت علانية إلى استخدام دودة الأرض لإعادة تدوير مخلفات الطعام.  وبصفتها "Worm Woman" (سيدة الدود)، قدمت السماد العضوي إلى الآلاف من تلاميذ المدارس والبستانيين في المنازل. حصلت على منحة مؤسسة العلوم الوطنية لإجراء الفحص المجهري بالفيديو للديدان الحية.  نتيجة لهذا قامت بإصدار DVD "Wormania.

## زهرة الصحافة
اشترت ماري أبيلهوف آلة تصوير مقطعي قديمة من الحزب الديمقراطي في أوائل السبعينيات. استخدمتها لإنتاج كتيب «صناديق دودة القبو نتج تربة وتقلل من القمامة.» بحلول عام 1976 كانت اهتماماتها بالنشر ثابتة، وأسست فلاور برس. شرحت في وقت لاحق أفكارها حول النشر الذاتي الأفضل مبيعًا لها، Worms Eat My Garbage (الدود يأكل مخلفاتي).  
 لكن هدفي لم يكن كسب الكثير من المال، بل التأثير على تفكير الناس، لجعلهم يفكرون بشكل مختلف في النفايات، ومنحهم أدوات للتعامل معها. كان كتابي النشر الذاتي هو الطريقة التي يمكنني القيام بها. لذلك تعلمت ما يجب أن أتعلمه حتى أتمكن من القيام بذلك. 

## يعمل
- <i id="mwXA">الديدان تأكل القمامة: كيفية إعداد وصيانة نظام سماد الدودة</i> . مطبعة الزهور 1982، (ردمك 9780942256031)
- الديدان تأكل القمامة: أنشطة الفصول الدراسية من أجل بيئة أفضل . زهرة الصحافة 1993، (ردمك 9780942256055)
- (Wormania (DVD. شركات فلاور فيلد. متوفر على موقع wormwoman.com

## ميراث
تم عرض Wormania على Red Letter Media's Best of the Worst: Wheel of the Worst # 14 ، حيث قدمت اللجنة تعليقًا شاملاً على الفيديو، مع ملاحظة قيمة الإنتاج والموسيقى وموقف ماري ابيلهولف الإيجابي والسلوك السعيد، بالإضافة إلى شغفها الواضح بالديدان.

## روابط خارجية
- موقع Worm Woman